# Miramar, Tuxpan
Miramar är en ort i Mexiko.   Den ligger i kommunen Tuxpan och delstaten Veracruz, i den sydöstra delen av landet, 250 km nordost om huvudstaden Mexico City. Miramar ligger 9 meter över havet och antalet invånare är 232.
Terrängen runt Miramar är platt. Havet är nära Miramar åt nordost. Runt Miramar är det ganska tätbefolkat, med 65 invånare per kvadratkilometer. Närmaste större samhälle är Tuxpan de Rodríguez Cano, 18,9 km nordväst om Miramar. Trakten runt Miramar består till största delen av jordbruksmark.